# Церковь Рождества Пресвятой Богородицы (Ажинов)
Церковь Рождества Пресвятой Богородицы — православный храм в хуторе Ажинов Ростовской области; Шахтинская и Миллеровская епархия, Багаевское благочиние.

## История
Храм Рождества Пресвятой Богородицы в хуторе Ажинов начал строиться в 1904 году. Окончание его строительства пришлось на 1914 год, когда началась Первая мировая война, а затем Октябрьская революция и Гражданская война. Храм был трехпрестольный: главный придел освящен в честь Рождества Пресвятой Богородицы, боковые — в честь святителя Николая, архиепископа Мир Ликийских, Чудотворца и великомученика Георгия Победоносца.
В годы Советской власти богослужения в церкви прекратились, она была закрыта и долгое время использовалась как склад. Храм пострадал во время Великой Отечественной войны, когда в него попала авиабомба. Ещё в 1960-е годы внутри церкви можно было видеть сохранившиеся алтарь и фрески. В 1970-е годы властями был снесен центральный купол. В таком полуразрушенном состоянии храм находится и в настоящее время.
Богослужения в ажиновском храме Рождества Пресвятой Богородицы были возобновлены в 2000 году. С тех пор ведутся реставрационные работы, которые выполняются крайне медленно из-за нехватки средств. Участие в работах по восстановлению храма принимает донское казачество. В настоящее время храм находится в аварийном состоянии, для богослужения пригоден лишь восстановленный его левый придел. Настоятель — иерей Анатолий Минаев.
Храм Рождества Пресвятой Богородицы включён в список охраняемых памятников архитектуры Дона.
Изначально возникла мысль о создании деревянной церкви, но постепенно жители стали задумываться  о создании каменного храма.
В 1848 году  по «Единогласному  приговору хуторского сказа» было принято решение построить в хуторе Ажинов церковь. Также было объявлено о сборе средств для строительства храма. Выбрали и освятили место, где будет располагаться церковь. В 1850 году была построена деревянная церковь на собственные средства хуторян. Это была деревянная церковь с огромной колокольней.
В 1901 году отцом Александром Колесниковым был предложен план создания каменного здания, который назвали женской церковно-приходской школой. Под руководством отца Александра Колесникова в 1902-1903 годах было выстроено школьное каменное здание. В основном оно было построено на хуторские средства и пожертвования прихожан. Было собрано три тысячи рублей.
Здание школы располагалось по правой стороне улицы, ведущей от центра к хуторскому кладбищу, сразу за старой церковью Рождества Пресвятой Богородицы. Фасадом она выходила на указанную улицу и в ней располагалось  два учебных класса, а с обратной стороны – квартира учительницы.
В 2014 году храму Рождества Пресвятой Богородицы исполнилось  100 лет. Тогда же, сто лет назад, была разобрана старая деревянная церковь. В последние годы у жителей хутора Ажинов возродилась старая  добрая традиция – всенародно отмечать престольный праздник своего хуторского храма.
В 1942 году на Ажиновский храм немецкими налётчиками была б рошена бомба весом в одну тонну.В результате нападения была разрушена колокольная часть и часть левой стороны храма. С тех пор церковь стоит в полуразрушенном состоянии. В те годы её так и не смогли восстановить, так как не хватало средств.
Несмотря на всё это, Ажиновский храм Рождества Пресвятой Богородицы устоял и стоит до сих пор. Не раз ажиновцы пытались самостоятельно восстановить храм, но необходимой помощи получить так и не смогли. Хватило лишь сил и средств восстановить лишь маленький кусочек храма, одно помещение. Затем был приглашён священник и церковь  стала по-настоящему действующей. Здесь сияют иконы и горят свечи, проходят молебны, божественные литургии, обряды крещения и венчания, соборования и отпевания.